# 王作榮
王作榮（英語：Tso-Yung Wang，1919年2月6日—2013年7月31日），湖北漢川人，經濟學家與政治人物，中國國民黨黨員，曾任《中國時報》總主筆；歷任政府公職，早年服務於中華民國行政院美援會，後任台灣大學經濟學系教授、考選部部長、監察院院長。
被《天下》雜誌稱揚為中華民國政策經濟學的先驅，台灣第一位政策經濟學家，台灣經濟建設的設計師。

## 早年經歷
王作榮家境良好。自幼受私塾教育，以四書五經啟蒙，後因至武漢受新式教育，進入小學。高中畢業後，參與中華民國第一次的大學聯考，考取國立中央大學經濟學系。其夫人范馨香，與他同科考試，同榜及格，考取法律系。兩人在大學時認識。
1943年，王作榮大學畢業，畢業論文為《計劃經濟之理論分析》，畢業後進入中央設計局，負責資金組外彙方面的研究。國共內戰期間赴美國留學。1949年取得美國華盛頓州立大學碩士，1959年取得美國范登堡大學經濟學碩士學位。得到前行政院經濟安定委員會主席尹仲容賞識，成為他的助理，進入行政院經濟安定委員會，參與制定四次四年計劃，並規劃外匯管制政策。
尹仲容死後，王作榮進入美援運用委員會，擔任專門委員。任內寫了一篇長篇報告《台灣經濟發展之路》，總統蔣中正極為欣賞，多次在黨政大會宣布：
|  | 「有一個叫作王作榮的，寫了一本台灣經濟發展之路，其中百分之八十我都同意，你們下去找一本讀一讀。」 |

後來王作榮赴曼谷出任聯合國亞洲暨遠東經濟會工業研究組組長（當時中華民國仍未退出聯合國）。有一次王作榮從曼谷回國，得到蔣中正的接見，蔣中正並說出對《台灣經濟發展之路》的意見。蔣中正認為，王作榮在該報告中對戰時中央銀行的批評是不了解情況，而另外則是交通發展很重要。
本來王作榮可以成為聯合國終身僱員，但在蔣經國力邀之下，放棄高待遇而回國出任公職。但王作榮回台灣後，並沒有得到好的公職職位。
中國時報負責人余紀忠賞識王作榮的經濟才學，請他任中國時報的主筆；在工商時報成立後，也請他出任總主筆，負責工商時報的社論。余紀忠亦非常照顧王作榮，提供不少優厚待遇及職位，亦為王作榮未來在政壇的出路而奔走。王作榮被兩次提名為考試委員，是余紀忠爭取的結果。
1979年，發生第二次石油危機，台灣出口遭到打擊，王作榮在社論中鼓吹凱因斯主義，增加貨幣發行以刺激經濟成長，得到蔣經國政府與孫運璿內閣的重視。1981年，蔣碩傑在《中央日報》上發表文章，反對增加貨幣發行，認為此舉將造成貧富不均，王作榮利用《中國時報》反駁，引發蔣王論戰。
王作榮認為，財經當局對他防範甚深。有一次，王作榮預計中央銀行將會發行大鈔，他寫了一篇中央銀行應發行大鈔的社論。但余紀忠夫婦從財經當局高層得知近期不會發行大鈔，故余把這篇社論壓下。一周後，中央銀行果然如王所料發行大鈔，連余紀忠的夫人也感到不可思議。
1984年，王作榮被國民黨提名為考試委員，當時有人認為王作榮年事已高，不合年齡資格，後來嚴家淦在國民黨提名會上替王作榮解圍。王作榮認為，他上次被提名出任考試委員落選，是未曾知會嚴家淦的結果。結果當選考試委員。

## 中年經歷及與李登輝的關係
王作榮與李登輝是多年好友。當初王作榮出外考察，李登輝在中國農村復興聯合委員會農業經濟組工作，王作榮申請與李登輝一同出外考察，結果二人成為好友。在王作榮提及下，令當年的蔣經國對李登輝另眼相看。
王作榮是李登輝加入國民黨的介紹人，李登輝當初不願意加入國民黨，但王作榮力勸下，答應加入國民黨。透過王作榮保證，蔣經國1972年擔任行政院長後，拔擢李登輝出任蔣經國內閣政務委員。李登輝此後歷任台北市長、台灣省主席，乃至被蔣經國提名搭檔參選副總統。
1988年李登輝接任總統後，王作榮備受信任。在1990年原考試院長副院長任職屆滿，一度傳出時任考試委員的王作榮將接任考試院副院長，但李登輝決定原考試院正副院長留任，故出任考選部長，曾經因廢除甲等特考而引起風波。幸得李登輝力挺，民進黨立委如盧修一等支持下得以廢除。

## 監察院長
1996年，李登輝提名王作榮出任監察院長，接下陳履安餘下數年的空缺。接任後，發現初期胃癌，需要割除胃部，身體大不如前。1998年，根據國家發展會議的共識，國民黨政府決定宣佈凍省，王作榮嚴詞批評李登輝凍省的舉措有台獨傾向，與李登輝決裂。1999年，李登輝未提名王作榮續任監察院長，改提名錢復，此後改任總統府資政，退出政壇。

## 晚年經歷
離任後，出版了自傳《壯志未酬》，內容是他對國家的看法，以及對往事的回憶。王作榮卸任後，被聘為中國國民黨中央評議委員會主席團主席。
2000年，與歷史學家戴國煇記錄對談，出版了《愛憎李登輝》一書，揭露關於李登輝的舊事舊聞。在2001年出版前，戴國煇因心臟病發作逝世。
2012年5月12日台灣大學經濟系與台灣金融研訓院舉辦的「王作榮教授與國家發展研討會」上，王作榮因上一個月在家跌倒致腦中風，住院後引發肺炎，雖病情已穩定，但未能出席，他在先前擬好的致詞稿文中表示，中華民國奠定富強之國的立國基礎並永續發展，有三點應做到，「嚴格的法治及普遍的守法精神」、「健全的文官制度及廉能的政府」、「完善的教育制度及高品質的人民」。
2013年6月15日，馬英九總統宣布將頒發一等卿雲勳章給王作榮，以及前監察院長陳履安、前司法院長施啟揚。這三位前院長在李登輝總統任期中卸任，但在李登輝總統並未頒發勳章，王作榮耿耿於懷。

## 逝世
2013年7月31日王作榮因肺炎引發併發症敗血性休克，病逝在台北榮總，享耆壽94歲。
中華民國總統馬英九明令褒揚：
|  | 總統府前資政、監察院前院長王作榮，績學洽聞，識宇標峻。即幼家境殷實，詩書義禮傳家，卒業中央大學經濟學系；旋負笈重洋，獲美國華盛頓大學暨范登堡大學碩士學位，覃奧研深，軼類出群。崢嶸歲月，時局迍邅，迭任政府財經幕僚、國際組織要職暨報社總主筆，參預釐訂四年經濟計畫，規劃外匯外幣管制措施；闓闡臺灣整體發展面向，善盡知識分子社會責任，運計鋪謀，靖獻多方。於考試委員、考選部部長任內，堅守公開競試原則，明定特考任用轉調；推動任官法制興革，健全永續文官制度，挹清芬於高闈，申鴻圖於部務，碩謨嘉厥，玉尺衡才。嗣接掌監察院，設置專責陳情中心，提高自行調查比例；綜整組織再造架構，精進監察職權效能，振裘持領，建讜紓籌；谹議懋軌，聲稱籍甚。逾三十載執教上庠，溥絃歌之雅化，成樹人之宏篇，宗匠啟沃，澤沾棫樸。晚近獲頒一等卿雲勳章殊榮，盛業囊績，蜚英騰茂。綜其生平，直言骨鯁－主淑世牖民以藎猷，陶育立教－求空群品能以興邦，峭論鐵筆，燃犀溫嶠；緒風垂範，奕葉流光。遽聞嵩壽凋零，悼惜軫念，應予明令褒揚，用示政府崇禮雋彥之至意。 總 統 馬英九 行政院院長 江宜樺 |

2013年8月30日，在臺北市懷恩堂舉行安息禮拜，總統馬英九及連戰、蕭萬長、郝柏村、許水德、王金平等黨政要員和門生故舊等數百人到場追悼。王作榮生前曾遺願要火化後海葬，但終因子女不捨，靈柩於同年9月12日運送至美國加州舊金山聖馬刁百齡園與妻子合葬。

## 荣誉

### 中华民国勋章奖章
- 一等卿云勋章（2013年6月17日于台北总统府颁授[8]）

## 家庭
王夫人范馨香曾任司法院大法官。長子王念祖，次子王紹祖，么女王梅君。

## 思想
關於政府管制與自由經濟，王作榮認為，「遇到危機時就要加強管制，沒有危機時就可放開」。而「一個發展中的落後社會，非政府強力執行政策不可。」曾與蔣碩傑進行「蔣王論戰」。

## 評價
王作榮是中華民國政策經濟學的先驅、台灣第一位政策經濟學家。中華民國在大陸時期於1941年成立了作為政治經濟建設計劃設計及審核最高機關的中央設計局，蔣中正親任設計局總裁，隨後制定中國發展的第一個「四年計劃」。
到台灣後，王作榮進入陳誠內閣行政院經濟安定委員會，先後四次參與台灣「四年計劃」的編制。台灣第一個「四年計劃」的起點從民國42年開始，即是出自王的建議。王作榮擔任總主管的第四個「四年計劃」，使台灣成為亞洲第一個採用投入產出表從事設計工作的地區，也成為台灣以後各個「四年計劃」的範本。
《天下文化》評價王作榮為「台灣第一位政策經濟學家」。
經濟學家宗先：王作榮先生在1991年以前是「台灣經濟建設的設計師，也是經濟政策制定者的諍友。」

## 主要著作
- 《王作榮全集》，十冊，（時報出版）。
- 《壯志未酬》，（天下文化出版）。
- 《真話：談政客論國運》，（天下文化出版）。
- 《不完整的奇跡：經濟革新與經濟自由化》，（時報出版）。
- 《為台灣補上一堂經濟課：王作榮的政策經濟學》，（天下文化出版）。
- 《也是沉淪與提升：王作榮看綠色執政》，（天下文化出版）。
- 《與登輝老友話家常》，（天下文化出版）。
- 《財經文存三編》,時報文化出版企業有限公司。出版日期：1989/08/02
- 《愛憎李登輝：戴國煇與王作榮對話錄》，（天下文化出版）。
- 《王作榮談李登輝》，（稻田出版），出版日期：1995/10/15
- 《超野蠻社會》，時報出版，出版日期：1991/09/25
- 《走上現代化之路：王作榮的建國藍圖》，林昭武/編寫 ，天下雜誌，出版日期：1989/08/15
- 《經濟政策大論戰－王作榮大戰蔣碩傑》，商略1984